# Josep Bringas
Josep Bringas (en grec: Ὶωσῆφ Βρίγγας) va ser secretari d'Estat de l'Imperi Romà d'Orient, al servei de Constantí VII (regnat: 945–959) i Romà II (r. 959-963). Era eunuc i procedia d'una família aristocràtica. Quan l'any 963 va morir Romà II, es va mostrar contrari al general Nicèfor Focas, el qual va assumir el poder i va fer ingressar a Josep Bringas en un monestir, on va morir el 965.

## Els càrrecs a la cort imperial
Lleó Diaca, un historiador contemporani de Josep Bringas, va escriure que procedia de Paflagònia. Era un home culte i va entrar al servei de la cort imperial amb la dignitat de patrikios i progressivament va anar passant per diferents càrrecs de més rang: el de πραιπόσιτος prepóssitos (majordom de palau, un càrrec que només s'oferia als eunucs), el de σακελλάριος sakel·larios (sacel·lari) i el de δρουγγάριος droungarios (drungari).
Quan Romà II va assumir el poder, el va nomenar paracemomen (que literalment vol dir 'el qui dorm al costat de [la cambra de l'emperador]') i que equival a ser l'home de confiança en qui deixar els assumptes d'Estat o de qualsevol mena. Aquest jove emperador va preferir passar el temps en els seus entreteniments, com ara anar de cacera, i va deixar el govern en mans de Josep Bringas.

## Conspiració de Josep Bringas
Amb tantes atribucions i gràcies a la confiança dipositada en ell, poc després de la mort de Romà II, va aplegar un grup de nobles, proposant com a líder a Basili Peteinos, per tal de continuar amb el seu estatus de poder, cosa que li va semblar que perillava per la creixent popularitat que estava adquirint el general Nicèfor Bringas amb les seves campanyes victorioses. La conspiració va fracassar, els participants van ser torturats i enviats a l'exili, tot i que la majoria, amb l'excepció de Peteneinos, van rebre el perdó amb el temps i van tornar a la cort.
En morir Romà II el març del 963, va quedar com a regent dels seus dos fills (Basili i Constantí) la seva vídua Teòfano, en la capacitat de la qual pocs confiaven. A l'abril es va presentar a la capital el general Nicèfor Focas per celebrar el triomf obtingut a l'Emirat de Creta, llavors va aprofitar per parlar amb el patriarca Poliectes, i el va advertir que Josep Bringas ja no era de confiança, que volia atemptar contra la seva persona. El patriarca va fer d'intermediari per tal de convèncer Josep de reconciliar-los, però no li va fer cas i va continuar endavant posant-se en contacte amb el general Marià Argir i oferint-li la corona. El nebot del general Nicèfor, Joan Tsimiscés, va ser convidat a participar en el complot, però en lloc d'això ho va xerrar a Nicèfor que en aquell moment estava destinat a la frontera, i va donar a conèixer la conspiració a les seves tropes les quals el van aclamar com a emperador. Era el mes de juny i Josep Bringas va fer venir algunes tropes a Constantinoble per tal d'evitar que els que li eren contraris travessessin el Bòsfor i, a més, va prendre com a ostatge a l'ancià pare de Nicèfor, Bardes Focas. Això no obstant, la multitud de ciutadans va donar suport a Nicèfor, qui també tenia el suport del patriarca i el de Basili Lecapè, el qual guiava un exèrcit de 3.000 reservistes.

## Desenllaç de la revolta

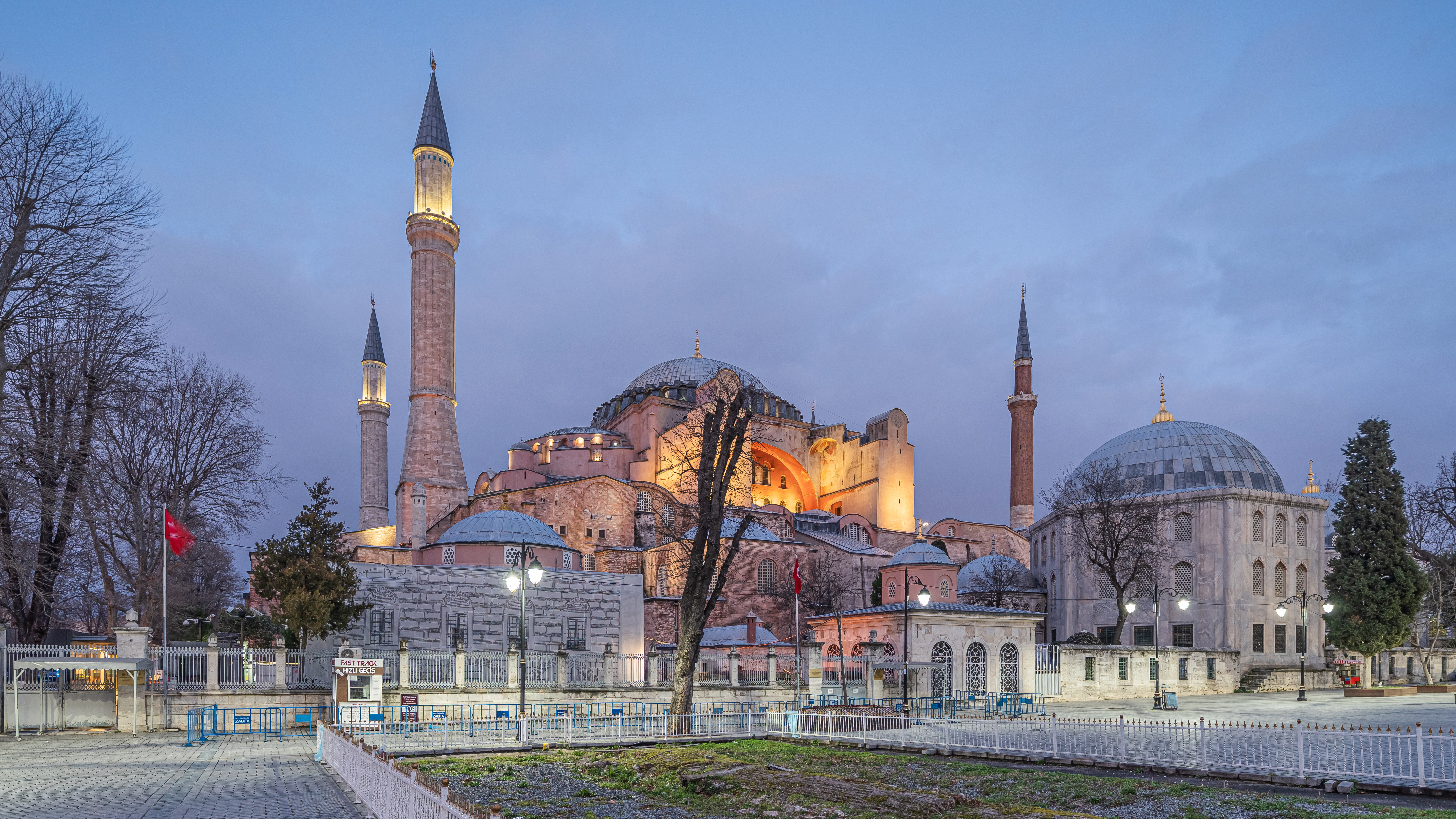
Perduda la conspiració, Josep Bringas va salvar la vida demanat acollida a l'església de Santa Sofia.

Els enfrontaments als carrers van durar tres dies i al final van dominar els partidaris de Nicèfor. Josep Bringas, veient-se derrotat, es va acollir a sagrat dins l'església de Santa Sofia; mentrestant Basili Lecapè va assumir el lloc de paracemomen i va donar la benvinguda a Nicèfor Focas, el qual seria coronat el 16 d'agost. Bringas va ser exiliat a la terra d'on era nadiu, Paflagònia, i més tard va ingressar al monestir d'Asekretis a Pythia, prop de Nicomèdia, on va morir el 965.